# Приворотень буковинський
Приворотень буковинський (Alchemilla bucovinensis) — вид квіткових рослин родини трояндових (Rosaceae).

## Біоморфологічна характеристика
Рослина 10–55 см заввишки. Стебла до 1/2–2/3(3/5) своєї довжини вкриті волосками, вище голі. Ніжки листків запушені як основа стебла. Листові пластинки округло-ниркоподібні, зі слабко розбіжними крайовими лопатями, зверху голі (тільки по краю зубців волосисті), знизу густо запушені, розчленовані до 1/4–1/3 ширини, з 7–9 лопатями; лопаті з 6–8 гострими зубцями, що збільшуються до верхівки лопаті. Квітки жовті, 2.5–3.5 мм у діаметрі; гіпантій голий; чашолистки яйцювато-трикутні, більш-менш гострі.

## Поширення
Ендемік Східних Карпат: Україна, Румунія.
В Україні росте у Карпатах (Східні Бескиди й Низькі полонини, Ґорґани, Чивчино-Гринявські гори) — на гірських луках, часто.